# Тенис на Летњим олимпијским играма 1900 — мушки парови
Такмичења у тенису на Олимпијским играма 1900. у Паризу у Француској одржана су у периоду од 6. јула до 11. јула. У такмичењу мушких парова учествовало је 8 парова из 3 земље.
Поражени у полуфиналу нису играли за треће место него су додељене по две бронзане медаље. Медаље које су освојили парови састављени од играча из две земље приписане су Мешовитом тиму.

## Земље учеснице
- САД (2)
- Француска (9)
- Уједињено Краљевство (5)

## Резултати

### Четвртфинале
| 1 пар                                                   | Резултат      | 2 пар                                                  |
| ------------------------------------------------------- | ------------- | ------------------------------------------------------ |
| Жорж ла Шапел · Андре Прево Француска                   | 6-3, 7-9, 6-2 | E. de Lastours · G. Lejeune Француска                  |
| Basil Spalding de Garmendia САД · Max Décugis Француска | 6-3, 7-5      | Чарлс Сендс САД · Арчибалд Ворден Уједињено Краљевство |
| Лоренс Доерти · Реџиналд Доерти Уједињено Краљевство    | 6-2 6-3       | P. Lebréton · Пол Лекарон Француска                    |
| Харолд Махони · Артур Норис { Уједињено Краљевство      | 6-8, 6-1, 6-3 | Е. Durand · A. Fauchier-Magnan Француска               |

## Полуфинале
| 1 пар                                                | Резултат      | 2 пар                                                   |
| ---------------------------------------------------- | ------------- | ------------------------------------------------------- |
| Жорж ла Шапел · Андре Прево Француска                | 2-6, 4-6      | Basil Spalding de Garmendia САД · Max Décugis Француска |
| Лоренс Доерти · Реџиналд Доерти Уједињено Краљевство | 6-1, 6-4, 6-1 | Харолд Махони · Артур Норис Уједињено Краљевство        |

## Финале
| 1 пар                                                   | Резултат      | 2 пар                                                |
| ------------------------------------------------------- | ------------- | ---------------------------------------------------- |
| Basil Spalding de Garmendia САД · Max Décugis Француска | 1-6, 1-6, 0-6 | Лоренс Доерти · Реџиналд Доерти Уједињено Краљевство |

## Коначан пласман
| Пласман | Пар                                       | Држава                                      |
| ------- | ----------------------------------------- | ------------------------------------------- |
| 1.      | Лоренс Доерти Реџиналд Доерти             | Уједињено Краљевство · Уједињено Краљевство |
| 2.      | Basil Spalding de Garmendia Max Décugis   | САД · Француска                             |
| 3.      | Жорж ла Шапел Андре Прево                 | Француска} · Француска                      |
| 3.      | Харолд Махони Артур Норис                 | Уједињено Краљевство · Уједињено Краљевство |
| 5       | E. de Lastours G. Lejeune                 | · Француска · Француска                     |
| 5       | Чарлс Сендс Арчибалд Ворден               | САД · Уједињено Краљевство}                 |
| 5       | P. Lebréton Пол Лекарон                   | Француска} · Француска                      |
| 5       | Е. Durand Француска} · A. Fauchier-Magnan | Француска · Француска                       |

## Биланс медаља
|   | Држава               | Злато | Сребро | Бронза | Укупно |
| - | -------------------- | ----- | ------ | ------ | ------ |
| 1 | Уједињено Краљевство | 1     | 0      | 1      | 2      |
|   | Мешовити тим         | 0     | 1      | 0      | 1      |
| 3 | Француска            | 0     | 0      | 1      | 1      |
|   | Укупно (3)           | 1     | 1      | 2      | 4      |